# Массар, Арман
Арман Эмиль Николя Массар (фр. Armand Émile Nicolas Massard, 1 декабря 1884 — 9 апреля 1971) — французский журналист и фехтовальщик-шпажист, олимпийский чемпион.

## Биография
Родился в 1884 году в Париже; его отец Эмиль Массар был известным журналистом и политиком, а мать Антуанетта Ватринель была дочерью скульптора Антуана Ватринеля.
В молодости работал в газете «La Presse» и занимался фехтованием, выступал на престижных турнирах. Участвовал в Первой мировой войне, был награждён Военным крестом 1914—1918 и Орденом Почётного легиона.
В 1920 году принял участие в Олимпийских играх в Антверпене, где стал обладателем золотой и бронзовой медалей в фехтовании на шпагах. В 1924 году принял участие в Олимпийских играх в Париже, но занял лишь 5-е место в индивидуальном зачёте. В 1928 году на Олимпийских играх в Амстердаме стал обладателем серебряной медали.
В 1930-х годах занялся политикой, после смерти отца заняв его место в городском совете Парижа, работал в газете «Le Figaro». В 1933—1967 годах возглавлял Олимпийский комитет Франции, с 1946 года стал членом Международного олимпийского комитета (с 1969 года — его почётным членом). В 1943—1945 годах был президентом Французской федерации фехтования.
Одна из улиц 17-го округа Парижа в 1934 году была переименована в честь Эмиля Массара, а с 1977 года стала называться проспектом Эмиля и Армана Массаров.